# Wereldbeker rodelen 2005/2006
De wereldbeker rodelen (op kunstijsbanen) in het seizoen 2005/2006 ging van start op 6 november en eindigde op 29 januari. De wereldbeker in deze tak van sport wordt georganiseerd door de FIL.
De competitie omvatte dit seizoen acht wedstrijden in de drie traditionele onderdelen bij het rodelen, mannen individueel en dubbel en vrouwen individueel. Bij vier wedstrijden werd er een landenwedstrijd georganiseerd.
Dit seizoen werd bij de mannen gedomineerd door de Italiaan Armin Zöggeler, hij veroverde voor de vijfde keer de wereldbeker. Na een zwakker seizoensbegin, kwam hij in het tweede deel goed op dreef met onder meer driemaal winst op rij. Met vier overwinningen in zeven wedstrijden had hij een onoverbrugbare voorsprong opgebouwd zodat hij niet genoodzaakt was om deel te nemen aan de laatste wedstrijd in Oberhof. Hij verkoos dan ook om zich voor te bereiden op de Olympische Winterspelen 2006 waar hij de gouden medaille behaalde voor Albert Demtschenko en Mārtiņš Rubenis.
Bij de dubbels werd de wereldbeker voor de vierde keer door het Duitse duo Patric Leitner / Alexander Resch veroverd, zij wonnen drie wedstrijden en behaalden nog drie podiumplaatsen.
Bij de vrouwen veroverden vijf Duitse deelneemsters 20 podiumplaatsen op de 24, waaronder alle acht bekerzeges. Silke Kraushaar veroverde de wereldbeker voor de vierde keer in haar carrière door middel van vier bekerzeges en twee tweede en twee derde plaatsen. Sylke Otto behaalde drie bekerzeges en een tweede en derde plaats. Tatjana Hüfner completeerde de achtste bekerzege en behaalde drie tweede plaatsen. Derde plaatsen werden nog behaald door Barbara Niedernhuber (1x) en Anke Wischnewski (2x)
Het Landenklassement werd door Italië veroverd. Drie landen, Duitsland, Oostenrijk en de Verenigde Staten, eindigden op de tweede plaats.

## Mannen individueel

### Uitslagen
| Datum | Plaats      | Eerste            | Tweede            | Derde             |
| --- | ----------- | ----------------- | ----------------- | ----------------- |
| 06/11/2005 | Sigulda     | Albert Demtsjenko | Tony Benshoof     | Mārtiņš Rubenis   |
| 20/11/2005 | Turijn      | Armin Zöggeler    | Albert Demtsjenko | Tony Benshoof     |
| 26/11/2005 | Altenberg   | Markus Kleinheinz | Tony Benshoof     | David Möller      |
| 10/12/2005 | Calgary     | Albert Demtsjenko | Georg Hackl       | David Möller      |
| 17/12/2005 | Lake Placid | Armin Zöggeler    | Tony Benshoof     | Albert Demtsjenko |
| 07/01/2006 | Königssee   | Armin Zöggeler    | Tony Benshoof     | Georg Hackl       |
| 14/01/2006 | Igls        | Armin Zöggeler    | Reinhold Rainer   | David Möller      |
| 21 t/m 22 januari 2006: Europese kampioenschappen rodelen 2006 in Winterberg (telt niet mee voor wereldbeker) |             |                   |                   |                   |
| 29/01/2006 | Oberhof     | Jan Eichhorn      | David Möller      | Albert Demtsjenko |
| 11 t/m 15 februari 2006: Olympische Spelen 2006 in Turijn (telt niet mee voor wereldbeker)                    |             |                   |                   |                   |

### Eindstand
| #  | Naam               | Land             | Punten |
| -- | ------------------ | ---------------- | ------ |
| 1  | Armin Zöggeler     | Italië           | 544    |
| 2  | David Möller       | Duitsland        | 506    |
| 3  | Tony Benshoof      | Verenigde Staten | 498    |
| 4  | Albert Demtschenko | Rusland          | 497    |
| 5  | Markus Kleinheinz  | Oostenrijk       | 419    |
| 6  | Viktor Kneib       | Rusland          | 356    |
| 7  | Jan Eichhorn       | Duitsland        | 348    |
| 8  | Denis Geppert      | Duitsland        | 330    |
| 9  | Wilfried Huber     | Italië           | 313    |
| 10 | Reinhold Rainer    | Italië           | 288    |

## Mannen dubbel

### Uitslagen
| Datum | Plaats      | Eerste                                       | Tweede                                      | Derde                                            |
| --- | ----------- | -------------------------------------------- | ------------------------------------------- | ------------------------------------------------ |
| 05/11/2005 | Sigulda     | Italië Christian Oberstolz Patrick Gruber    | Oostenrijk Markus Schiegl Tobias Schiegl    | Duitsland Patric Leitner Alexander Resch         |
| 19/11/2005 | Turijn      | Duitsland Patric Leitner Alexander Resch     | Duitsland André Florschütz Torsten Wustlich | Oostenrijk Markus Schiegl Tobias Schiegl         |
| 27/11/2005 | Altenberg   | Duitsland Sebastian Schmidt André Forker     | Italië Christian Oberstolz Patrick Gruber   | Duitsland Patric Leitner Alexander Resch         |
| 12/12/2005 | Calgary     | Verenigde Staten Mark Grimmette Brian Martin | Letland Andris Šics Juris Šics              | Oostenrijk Markus Schiegl Tobias Schiegl         |
| 16/12/2005 | Lake Placid | Duitsland Patric Leitner Alexander Resch     | Italië Christian Oberstolz Patrick Gruber   | Italië Gerhard Plankensteiner Oswald Haselrieder |
| 06/01/2006 | Königssee   | Duitsland Patric Leitner Alexander Resch     | Duitsland Sebastian Schmidt André Forker    | Oostenrijk Andreas Linger Wolfgang Linger        |
| 15/01/2006 | Igls        | Duitsland André Florschütz Torsten Wustlich  | Italië Christian Oberstolz Patrick Gruber   | Italië Gerhard Plankensteiner Oswald Haselrieder |
| 21 t/m 22 januari 2006: Europese kampioenschappen rodelen 2006 in Winterberg (telt niet mee voor wereldbeker) |             |                                              |                                             |                                                  |
| 28/01/2006 | Oberhof     | Duitsland André Florschütz Torsten Wustlich  | Duitsland Patric Leitner Alexander Resch    | Italië Christian Oberstolz Patrick Gruber        |
| 11 t/m 15 februari 2006: Olympische Spelen 2006 in Turijn (telt niet mee voor wereldbeker)                    |             |                                              |                                             |                                                  |

### Eindstand
| #  | Naam                                        | Land | Punten |
| -- | ------------------------------------------- | ---- | ------ |
| 1  | Patric Leitner / Alexander Resch            | GER  | 611    |
| 2  | Christian Oberstolz / Patrick Gruber        | ITA  | 586    |
| 3  | André Florschütz / Torsten Wustlich         | GER  | 542    |
| 4  | Markus Schiegl / Tobias Schiegl             | AUT  | 505    |
| 5  | Sebastian Schmidt / André Forker            | GER  | 430    |
| 6  | Andreas Linger / Wolfgang Linger            | AUT  | 402    |
| 7  | Gerhard Plankensteiner / Oswald Haselrieder | ITA  | 397    |
| 8  | Mark Grimmette / Brian Martin               | USA  | 325    |
| 9  | Andris Šics / Juris Šics                    | LAT  | 308    |
| 10 | Michail Koesmitsj / Joeri Vesjolov          | RUS  | 305    |

## Vrouwen individueel

### Uitslagen
| Datum | Plaats      | Eerste          | Tweede                       | Derde                |
| --- | ----------- | --------------- | ---------------------------- | -------------------- |
| 05/11/2005 | Sigulda     | Silke Kraushaar | Sylke Otto                   | Sonja Manzenreiter   |
| 19/11/2005 | Turijn      | Sylke Otto      | Tatjana Hüfner               | Silke Kraushaar      |
| 27/11/2005 | Altenberg   | Tatjana Hüfner  | Silke Kraushaar              | Anke Wischnewski     |
| 09/12/2005 | Calgary     | Silke Kraushaar | Tatjana Hüfner               | Barbara Niedernhuber |
| 16/12/2006 | Lake Placid | Silke Kraushaar | Anastasia Oberstolz-Antonova | Anke Wischnewski     |
| 06/01/2006 | Königssee   | Sylke Otto      | Tatjana Hüfner               | Silke Kraushaar      |
| 15/01/2006 | Igls        | Silke Kraushaar | Natalja Jakuschenko          | Sylke Otto           |
| 21 t/m 22 januari 2006: Europese kampioenschappen rodelen 2006 in Winterberg (telt niet mee voor wereldbeker) |             |                 |                              |                      |
| 28/01/2006 | Oberhof     | Sylke Otto      | Silke Kraushaar              | Natalja Jakuschenko  |
| 11 t/m 15 februari 2006: Olympische Spelen 2006 in Turijn (telt niet mee voor wereldbeker)                    |             |                 |                              |                      |

### Eindstand
| #  | Naam                         | Land             | Punten |
| -- | ---------------------------- | ---------------- | ------ |
| 1  | Silke Kraushaar              | Duitsland        | 710    |
| 2  | Sylke Otto                   | Duitsland        | 625    |
| 3  | Tatjana Hüfner               | Duitsland        | 496    |
| 4  | Anastasia Oberstolz-Antonova | Italië           | 397    |
| 5  | Sonja Manzenreiter           | Oostenrijk       | 341    |
| 6  | Veronika Halder              | Oostenrijk       | 333    |
| 7  | Natalja Jakuschenko          | Oekraïne         | 312    |
| 8  | Lilia Ludan                  | Oekraïne         | 300    |
| 9  | Courtney Zablocki            | Verenigde Staten | 292    |
| 10 | Barbara Niedernhuber         | Duitsland        | 260    |

## Landenwedstrijd

### Uitslagen
| Datum | Plaats      | Eerste                                                                                | Tweede                                                                                       | Derde                                                                                 |
| --- | ----------- | ------------------------------------------------------------------------------------- | -------------------------------------------------------------------------------------------- | ------------------------------------------------------------------------------------- |
| 06/11/2005 | Sigulda     | Letland Anna Orlova Andris Šics Juris Šics Mārtiņš Rubenis                            | Oostenrijk Sonja Manzenreiter Markus Schiegl Tobias Schiegl Reiner Magreiter                 | Italië Anastasia Oberstolz-Antonova Christian Oberstolz Patrick Gruber Armin Zöggeler |
| 10/12/2005 | Calgary     | Verenigde Staten Courtney Zablocki Mark Grimmette Brian Martin Tony Benshoof          | Oostenrijk Sonja Manzenreiter Markus Schiegl Tobias Schiegl Markus Kleinheinz                | Canada Regan Lauscher Chris Moffat Mike Moffat Jeff Christie                          |
| 16/12/2005 | Lake Placid | Italië Anastasia Oberstolz-Antonova Christian Oberstolz Patrick Gruber Armin Zöggeler | Duitsland Silke Kraushaar Patric Leitner Alexander Resch David Möller                        | Verenigde Staten Samantha Retrosi Christian Niccum Pat Quinn Tony Benshoof            |
| 07/01/2006 | Königssee   | Duitsland Silke Kraushaar Patric Leitner Alexander Resch Georg Hackl                  | Italië Anastasia Oberstolz-Antonova Gerhard Plankensteiner Oswald Haselrieder Armin Zöggeler | Verenigde Staten Courtney Zablocki Preston Griffall Dan Joyce Tony Benshoof           |
| 21 t/m 22 januari 2006: Europese kampioenschappen rodelen 2006 in Winterberg (telt niet mee voor wereldbeker) |             |                                                                                       |                                                                                              |                                                                                       |
| 11 t/m 15 februari 2006: Olympische Spelen 2006 in Turijn (telt niet mee voor wereldbeker)                    |             |                                                                                       |                                                                                              |                                                                                       |

### Eindstand
| Plaats | Land             | Punten | Klasseringen | Klasseringen | Klasseringen | Klasseringen |
| Plaats | Land             | Punten | SIG          | CAL          | LAK          | KON          |
| ------ | ---------------- | ------ | ------------ | ------------ | ------------ | ------------ |
| 1      | Italië           | 315    | 3            | 4            | 1            | 2            |
| 2      | Duitsland        | 290    | 5            | 6            | 2            | 1            |
| 2      | Oostenrijk       | 290    | 2            | 2            | 4            | 4            |
| 2      | Verenigde Staten | 290    | 6            | 1            | 3            | 3            |
| 5      | Letland          | 238    | 1            | 8            | 7            | 6            |
| 6      | Rusland          | 225    | 4            | 5            | 5            | 5            |
| 7      | Canada           | 208    | 8            | 3            | 6            | 7            |
| 8      | Japan            | 169    | 9            | 7            | 8            | 8            |
| 9      | Tsjechië         | 150    | 10           | 10           | 9            | 9            |
| 10     | Slowakije        | 112    | 7            | 12           | -            | 11           |
| 11     | Polen            | 109    | 11           | 9            | dnf          | 10           |
| 11     | Roemenië         | 066    | -            | 11           | -            | 12           |

1977/1978 · 
1978/1979 · 
1979/1980 · 
1980/1981 · 
1981/1982 · 
1982/1983 · 
1983/1984 · 
1984/1985 · 
1985/1986 · 
1986/1987 · 
1987/1988 · 
1988/1989 · 
1989/1990 · 
1990/1991 · 
1991/1992 · 
1992/1993 · 
1993/1994 · 
1994/1995 · 
1995/1996 · 
1996/1997 · 
1997/1998 · 
1998/1999 · 
1999/2000 · 
2000/2001 · 
2001/2002 · 
2002/2003 · 
2003/2004 · 
2004/2005 · 
2005/2006 · 
2006/2007 · 
2007/2008 · 
2008/2009 · 
2009/2010 ·
2010/2011 ·
2011/2012 ·
2012/2013 ·
2013/2014 ·
2014/2015 ·
2015/2016 ·
2016/2017 ·
2017/2018 ·
2018/2019 · 
2019/2020 ·
2020/2021 ·
2021/2022 ·
2022/2023 ·
2023/2024 ·
2024/2025
Alpineskiën ·
Biatlon ·
Bobsleeën ·
Freestyleskiën ·
Langlaufen ·
Noordse combinatie ·
Rodelen ·
Schaatsen ·
Schansspringen ·
Shorttrack ·
Skeleton ·
Snowboarden